# Sillabario aborigeno canadese
Il sillabario aborigeno canadese (in inglese: Canadian Aboriginal syllabics, in francese: syllabaire autochtone canadien), è un sistema di scrittura sillabico usato per scrivere numerose lingue dei popoli aborigeni del Canada, appartenenti alle famiglie linguistiche: algonchina, inuit ed (anticamente) athabaska. La sua importanza risiede nel fatto di essere diversa dalla scrittura latina delle lingue dominanti e per la sua facilità di apprendimento; tant'è che verso la fine del XIX secolo, i Cree avevano raggiunto un grado di alfabetizzazione tra i più alti al mondo.
Il sillabario canadese viene correntemente utilizzato per scrivere tutte le lingue cree, inuktitut nella zona orientale artica del Canada; è anche la scrittura co-ufficiale, con l'alfabeto latino nel Nunavut, il più grande territorio federale canadese. Viene usato regionalmente per altri linguaggi Algonchini come la lingua ojibwe in Canada occidentale, come pure per la lingua piedi neri, dove però sta diventando obsoleta. Tra le lingue athabaska, parlate più ad ovest, il sillabario è stato usato localmente per le lingue carrier, chipewyan, slavey, tlicho e dane-zaa.

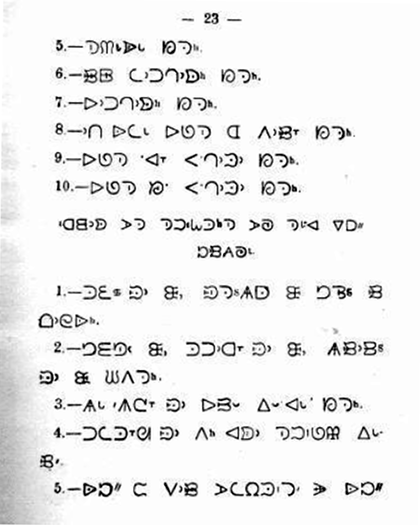
Una pagina di un libro di preghiere scritto in lingua carrier sillabica.

Il sillabario è stato usato occasionalmente anche negli Stati Uniti d'America dalle comunità a cavallo del confine, ma principalmente è un fenomeno canadese.

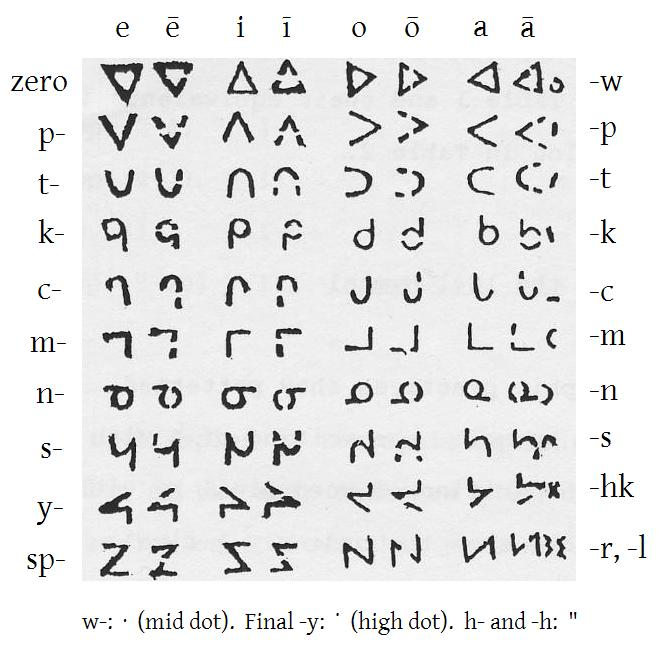
Sillabario cree di James Evans (1841)

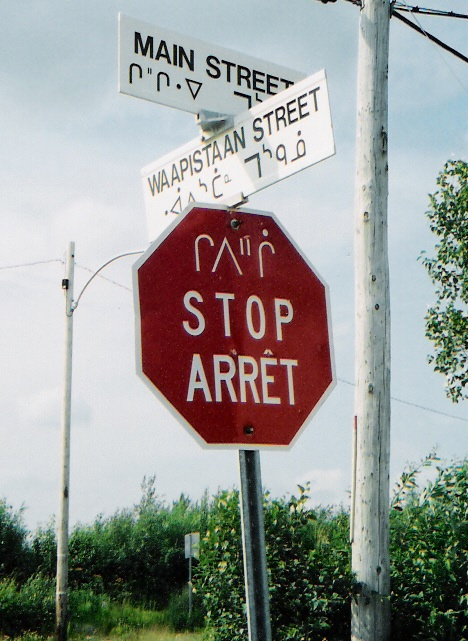
Segnale stradale multilingue in cree, inglese e francese a Mistissini.

## Storia e struttura
Il sillabario aborigeno canadese venne creato nel 1841 dal reverendo James Evans.
Nonostante il nome non si tratta di un vero sillabario in cui ogni sequenza consonante–vocale ha un proprio glifo, ma piuttosto di un Alfasillabario o Abugida in cui la forma delle consonanti viene modificata (in questo caso attraverso un cambiamento di orientamento del glifo) per indicare una vocale particolare. In Cree, per esempio, la consonante p se viene scritta: ᐱ rappresenta la sillaba pi. Invertendo l'orientamento: ᐯ, rappresenta pe. Puntando verso sinistra: ᐸ significa pa e verso destra: ᐳ, po. 
Tra una lingua e l'altra possono esserci differenza di forma per le varie coppie consonante-vocale, ma, generalmente sono simili all'originale Cree.

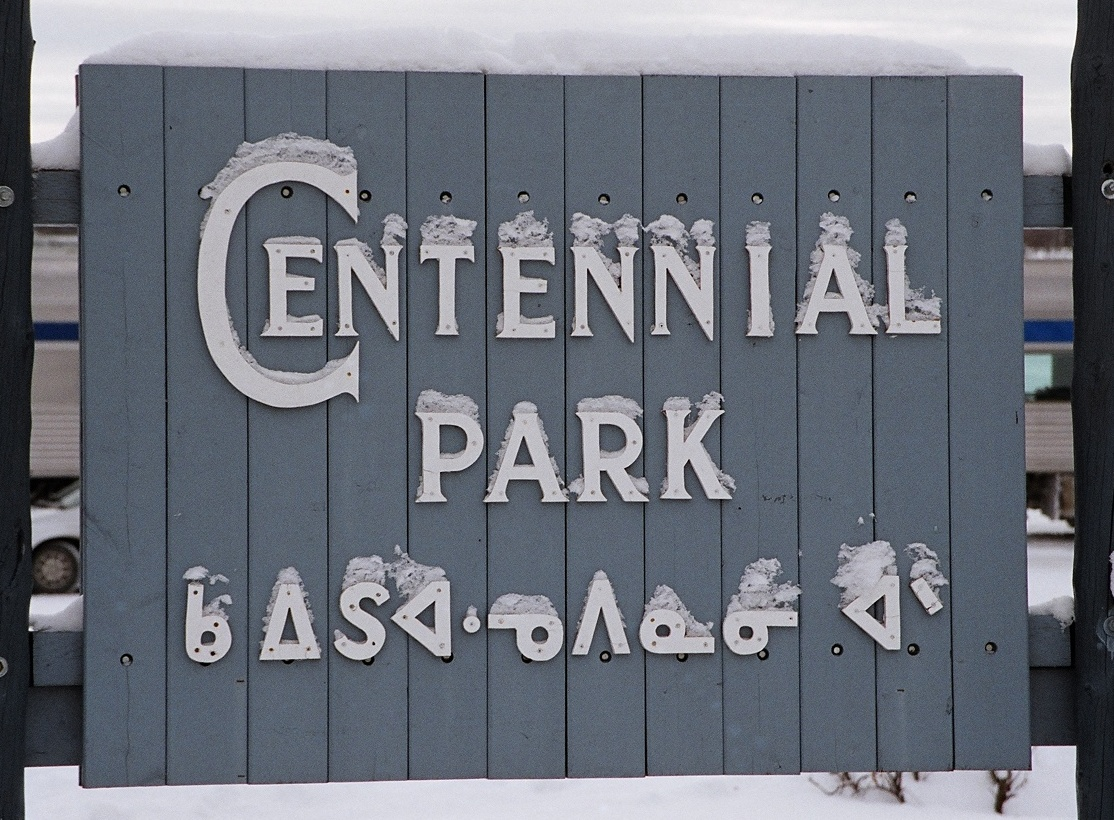
A volte è difficile capire l'orientamento del triangolo vocalico. In questo cartello Ojibwe, a (triangolo che punta a sinistra) è rappresentato da un triangolo equilatero, mentre i (punta verso l'alto) è isoscele.

Nella tabella seguente sono rappresentati i simboli più comuni in Cree.

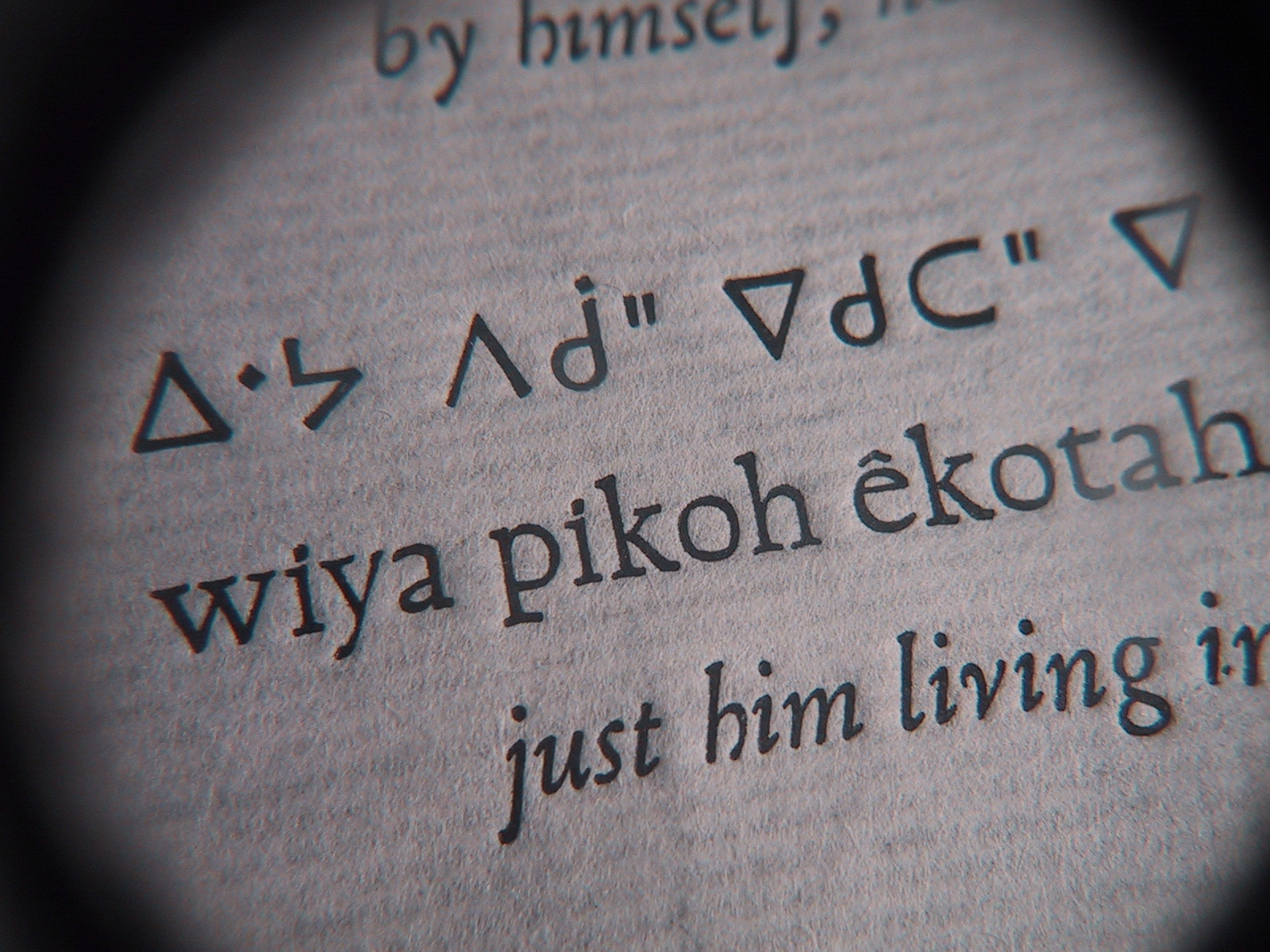
Un testo moderno in Cree Sillabico, Cree latino ed inglese

|    | -a | -o | -i | -e |
| -- | -- | -- | -- | -- |
| -  | ᐊ  | ᐅ  | ᐃ  | ᐁ  |
| p- | ᐸ  | ᐳ  | ᐱ  | ᐯ  |
| t- | ᑕ  | ᑐ  | ᑎ  | ᑌ  |
| k- | ᑲ  | ᑯ  | ᑭ  | ᑫ  |
| c- | ᒐ  | ᒍ  | ᒋ  | ᒉ  |
| m- | ᒪ  | ᒧ  | ᒥ  | ᒣ  |
| n- | ᓇ  | ᓄ  | ᓂ  | ᓀ  |
| s- | ᓴ  | ᓱ  | ᓯ  | ᓭ  |
| y- | ᔭ  | ᔪ  | ᔨ  | ᔦ  |

### Libri scritti in sillabario cree
- Hymn Book. (James Evans) Norway House, 1841.
- Catechism. (Trad. James Evans) Rossville, é.n.
- The Holy Bible. (Trad. John Sinclair, Henry Steinhauer) Londres, 1861.
- Bunyan: Pilgrim's Progress. (Trad. John Sinclair) Toronto, 1900.
- Cree Hymn Book. (John McDougall) Toronto, 1888.
- Cree Hymn Book. (Robert Steinauer, Egerton Steinauer) Toronto, 1920.
- The Epistle of Paul the Apostle to the Galatians. (Trad. Joseph Reader) Oonikup (Northwest Territory), S.a.
- The Acts of the Apostles and the Epistles. Londres, 1891.
- The Books of the New Testament. Londres, 1859.
- The Epistle of Paul the Apostle to the Ephesians; The Epistle of Jacob; The first Epistle General of John. (Trad. Thomas Hullburt) Rossville, 1857.
- The Travellers' Spiritual Provision (Calender) S.l., s. a.
- The Handbook to Scripture Truth: Words of Admonition, Counsel and Comfort. Toronto, 1893.
- Prières, Cantiques, Catéchisme etc. en langue crise. Montréal, 1886.